# Walter Harris
Walter Harris (Birmingham, ... – ...; fl. XX secolo) è stato un allenatore di calcio inglese.

## Carriera
Walter Harris dopo aver iniziato la carriera di allenatore in Inghilterra, si spostò in Spagna dove divenne manager di diverse squadre. C'è stato anche un Walter Harris giocatore del Barcellona nel 1906 ma non ci sono fonti che confermino che si tratti della stessa persona. Dal 1922 al 1933 ha allenato otto squadre diverse in Spagna, più la selezione di calcio dei Paesi Baschi. Nel 1924 si spostò a Parigi, dove fece da assistente a Tom Griffiths. per la nazionale transalpina ai giochi olimpici.